# Нове Селище (Росія)
Нове Се́лище (рос. Новое Селище, ерз. Новое Селище) — село у складі Великоігнатовського району Мордовії, Росія. Входить до складу Протасовського сільського поселення.

## Населення
Населення — 3 особи (2010; 4 у 2002).
Національний склад (станом на 2002 рік):
- росіяни — 100 %